# Pradosia glaziovii
Pradosia glaziovii – gatunek rośliny należący do rodziny sączyńcowatych. Był endemitem obszaru Rio de Janeiro w Brazylii. Obecnie uznawany jest za gatunek wymarły.